# Chaunorhynchus andaman
Chaunorhynchus andaman är en ringmaskart som först beskrevs av Hylleberg och Nateewathana 1988.  Chaunorhynchus andaman ingår i släktet Chaunorhynchus och familjen Nereididae. Inga underarter finns listade i Catalogue of Life.